# Tiziana Lodato
Tiziana Lodata, née le 10 novembre 1976 à Catane est une actrice italienne.

## Filmographie

### Cinéma
- 1995 : Marchand de rêves (L'uomo delle stelle) de Giuseppe Tornatore : Beata
- 2002 : Solino de Fatih Akin : Ada
- 2003 : Sous le ciel de Sicile (Perdutoamor) de Franco Battiato : La Vivace
- 2004 : Tre giorni d'anarchia de Vito Zagarrio : Pina

### Télévision
- 2005 : Police maritime (série TV) : Sofia Amitrano